# L'Odyssée d'Astérix
Pour les articles homonymes, voir Odyssée (homonymie).
L'Odyssée d'Astérix est le vingt-sixième album de la bande dessinée Astérix, publié en octobre 1981, scénarisé et dessiné par Albert Uderzo.

## Résumé
À Rome, pour mater le village gaulois qui lui résiste encore et toujours, Jules César fait appel à Caius Soutienmordicus, chef de sa police secrète. Celui-ci lui propose les services de son agent secret Zérozérosix, druide espion, pour obtenir la recette de la potion magique. Zérozérosix part pour le village gaulois, avec une mouche savante qui fera la navette entre lui et Rome afin de délivrer des messages secrets.
Cependant le druide Panoramix est soucieux, ce qui inquiète les villageois : il attend secrètement le marchand phénicien Épidemaïs, censé lui apporter de l'huile de roche – c'est-à-dire du pétrole –, ingrédient indispensable à la potion magique. Lorsqu'enfin le Phénicien accoste, il annonce avoir oublié la précieuse huile. Panoramix, désespéré et en colère, en fait une attaque.
Arrive Zérozérosix, qu'Astérix et Obélix rencontrent dans la forêt. Le druide espion guérit Panoramix, qui livre enfin la raison de son inquiétude. Une expédition s'organise alors : Astérix, Obélix et Zérozérosix partent pour la Mésopotamie, d'où provient l'huile de roche. Avant le départ, Panoramix fait part de ses soupçons à Astérix au sujet de Zérozérosix.
Astérix, Obélix, Idéfix et Zérozérosix embarquent dans le navire d'Épidemaïs. Le druide espion envoie un message à Soutienmordicus, via sa mouche, pour que les Romains interceptent le bateau. Celui-ci croise la route des pirates, forcés par les Gaulois d'acheter la marchandise d'Épidemaïs, puis des navires romains, informés par Soutienmordicus, qui les attaquent en vain. Il arrive en Mésopotamie, mais est encore attaqué à son entrée aux ports de Tyr, de Sidon, de Byblos et d'Arad. Épidemaïs réussit enfin à faire accoster les Gaulois sur une plage déserte de Judée.
En chemin, ils rencontrent un Judéen nommé Josué Pazihalé qui les emmène à Jérusalem. Ils apprennent qu'ils sont recherchés, et Josué les cache dans un village voisin,  Bethléem. La nuit, ils pénètrent dans Jérusalem : Zérozérosix voulant donner l'alerte est  assommé par Obélix, et les deux Gaulois se rendent chez Samson Pludechorus, marchand d'huile de roche, qui leur apprend que les Romains viennent de brûler toutes ses réserves.
Astérix et Obélix n'ont d'autre choix que de se rendre à Babylone pour trouver l'huile,  à trente jours de marche dans le désert brûlant de la Mésopotamie. Sur leur route, ils croisent des tribus de Sumériens, Akkadiens, Hittites, Assyriens et Mèdes se faisant la guerre. Quand tout semble perdu parce que l'eau manque, Idéfix découvre une nappe d'huile de roche à fleur de sol, et un geyser de pétrole en jaillit.
Avec leur outre remplie d'huile de roche, les Gaulois retournent à Jérusalem et y retrouvent Épidemaïs ruiné, qui les cache chez lui. Mais, Soutienmordicus a retrouvé Zérozérosix dans une galère au port. Astérix, Obélix et Idéfix embarquent sur celle-ci avec Épidemaïs, son équipage et sa marchandise. Astérix assomme Zérozérosix et Soutienmordicus et tous repartent pour la Gaule. Ils croisent de nouveau les pirates, qu'ils obligent une nouvelle fois à acheter la marchandise d'Épidemaïs.
Par désir de vengeance, Zérozérosix réussit, bien que captif, à prévenir César, via sa mouche voyageuse, de la vulnérabilité du village gaulois, pour que ses troupes le rasent. Avant d'arriver en Gaule, Obélix se bat avec Zérozérosix, et l'huile de roche est accidentellement perdue dans la mer (créant ainsi la première marée noire de l'Histoire).
Désespérés, Astérix et Obélix s'apprêtent à rentrer les mains vides. Mais ils ont la surprise de voir les villageois repousser aisément l'attaque des Romains alors qu'ils sont censés ne plus avoir de potion : Panoramix explique qu'il a remplacé l'huile de roche par du jus de betterave, et peut ainsi continuer à préparer la potion magique dont le goût est même amélioré. Astérix, sidéré, en fait une attaque, mais le druide le réanime grâce à sa nouvelle potion magique.
Les Gaulois renvoient à César Zérozérosix et Soutienmordicus, ligotés dans une malle avec le message « Le village gaulois, avec ses compliments ». César condamne les deux agents à inaugurer un nouveau jeu au Cirque Maxime : les espions, enduits de miel, doivent fuir une nuée d'abeilles attirées par le sucre.
Lors du banquet au village, Astérix commence à raconter son odyssée à Panoramix.

## Personnages principaux
- Les habitants du village gaulois, dont : 
  - Astérix, guerrier,
  - Obélix, livreur de menhir,
  - Idéfix, chien d'Obélix,
  - Panoramix, druide,
  - Abraracourcix, chef du village,
  - Ordralphabétix, poissonnier,
  - Assurancetourix, barde,
  - Cétautomatix, forgeron,
  - Agecanonix, vieillard,
- Jules César, imperator romain,
- Caius Soutienmordicus, chef de la police secrète de César,
- Zérozérosix, druide espion, agent secret pour César,
- mouche savante voyageuse, amoureuse de Zérozérosix,
- Épidemaïs, marchand phénicien, et son équipage,
- Les pirates, dont : 
  - Barbe-Rouge (non nommé), chef des pirates,
  - Triple-Patte (non nommé), pirate unijambiste disant des citations latines,
  - Baba (non nommé), vigie des pirates,
  - un pirate évoquant la créature de Frankenstein,
- Josué Pazihalé, Judéen,
- Isaïe, Judéen,
- Samson Pludechorus, de son vrai nom Rosenblumenthalovitch, marchand judéen, vendeur d'huile de roche,
- Saül Péhyé, commis de Samson Pludechorus,
- Ponce Pénates, procurateur de Rome en Judée,
- guerriers sumériens, akkadiens, hittites, assyriens et mèdes.

## Analyse

### Personnages
On retrouve le marchand phénicien Épidemaïs, rencontré dans l'album Astérix gladiateur. On le verra encore dans La Fille de Vercingétorix.
Le druide espion Zérozérosix est une caricature de l'acteur britannique Sean Connery jouant le rôle de James Bond dans la série de films du même nom,.
Le chef de la police secrète Caius Soutienmordicus a les traits de l'acteur français Bernard Blier.
Le commis judéen Saül Péhyé a les traits de René Goscinny, le scénariste des 24 premiers albums d'Astérix, décédé en 1977. Son nom fait référence à un sketch de Fernand Raynaud, « Ça eut payé ».
L'acteur Jean Gabin apparaît aussi dans l'album, incarnant le procurateur de Rome en Judée nommé Ponce Pénates. Gabin avait interprété en 1935 le rôle de Ponce Pilate dans le film Golgotha.
Enfin, la créature de Frankenstein est représentée parmi les pirates (p. 21).

### Scénario
Cet album est riche de calembours et clins d'œil très variés, qui vont du cinéma (James Bond) aux récits bibliques et au Moyen-Orient.

### Villes et lieux traversés
- Le village gaulois
- Tyr, Liban
- Sidon, Liban
- Byblos, Liban
- Arad, Israël
- Bethléem, Israël
- Jérusalem, Israël
- désert mésopotamien, Jordanie et/ou Irak

Les Gaulois, dans leur quête de l'huile de roche, cherchent à accoster à Tyr où les Romains bloquent le port. Ils cherchent alors à accoster à Sidon, Byblos et Arad où les Romains les attendent aussi. Les Gaulois finissent par accoster en Mésopotamie et passent la nuit dans une étable à Bethléem. Le lendemain, ils partent vers Jérusalem pour acheter l'huile de roche.

### Chansons
- Boire un petit coup ch'est une aubaine, boire un petit coup ch'est doux, mais il ne faut pas rouler dechous le dolmen…, chanté par Panoramix ivre, parodiant la chanson Boire un petit coup.
- Pour faire un brave légionnaire, il faut avoir l'esprit joyeux, bon cœur et mauvais caractère…, chanté par Astérix, parodiant la chanson Pour faire un bon mousquetaire.

### Locutions latines
- Ave César, morituri te salutant (Salut César, ceux qui vont mourir te saluent) : phrase prononcée par Caius Soutienmordicus et Zérozérosix, mais sous la forme Ave César, lucratori te salutant : « Salut César, ceux qui vont s'enrichir te saluent »).
- Non omnia possumus omnes (Nous ne pouvons pas tous faire tout) : phrase prononcée par le pirate Triple-Patte.
- Nigro notanda lapillo (À marquer d'une pierre noire) : phrase prononcée par le pirate Triple-Patte.

## Tirage
L'album a été tiré à 1 700 000 exemplaires.

## Adaptation
Astérix et Obélix : À la recherche de l'or noir adapte l'intrigue avec un party game.